# Ortaca (district)
Ortaca is een Turks district in de provincie Muğla en telt 39.648 inwoners (2007). Het district heeft een oppervlakte van 297,16 km².
De bevolkingsontwikkeling van het district is weergegeven in onderstaande tabel.
| 1997   | 2000   | 2007   |
| ------ | ------ | ------ |
| 31.702 | 35.670 | 39.648 |

Bodrum · Dalaman · Datça · Fethiye · Kavaklıdere · Köyceğiz · Marmaris · Milas · Muğla · Ortaca · Ula · Yatağan
Centrale districtsplaats (İlçe Merkezi): Ortaca
Gemeenten (Beldeler): Dalyan
Dorpen (Köyler):
Akıncı · Dereköy · Ekşiliyurt · Eskiköy · Fevziye · Gökbel · Gölbaşı